# Potiskum
Potiskum és una ciutat i capçalera d'una Local Government Area de l'estat de Yobe, a Nigèria. La LGA té una superfície de 559 km² i una població de 205.876 habitants (2006). És la capital (discutida) de l'emirat de Potiskum.